# L'Épuisement
L'Épuisement (Il logorio) est une nouvelle de Dino Buzzati, publiée en 1966 dans son recueil Le K.

## Résumé
Un homme se lève prêt à commencer une belle journée, mais sa déception grandit de minute en minute. C'est dès huit heures du matin que retentit la sonnette de la porte. Il ne s'agit que du releveur de compteurs à gaz, mais les gros titres du journal déposé par le concierge sur le paillasson ne parlent quasiment que meurtres, d'attentats et de grève. Peu après, comme pour souligner que les malheurs continuent de s'abattre sur le monde, le hululement d'une sirène passe dans la rue, suivi d'un second.
La lame du rasoir ne coupe plus et, en levant les yeux, on remarque une tache d'humidité au plafond de la salle de bains.
Au croisement de la place de la République, un embouteillage s'est formé et tous les conducteurs se mettent à jouer du klaxon.
Au travail, par les fenêtres de l'édifice d'en face, où le soleil n'arrive jamais, des dizaines d'hommes et de femmes sont à leur bureau, plongés dans les tâches et soucis du travail.
Impossible d'adresser deux mots de suite au directeur : le téléphone de son bureau sonne sans arrêt.
À la fin de la journée, la voiture est couverte de contraventions. 
De retour à la maison, les petites déceptions, les vexations, les ennuis se poursuivent. Quelle sale journée !